# مسلسل ويب

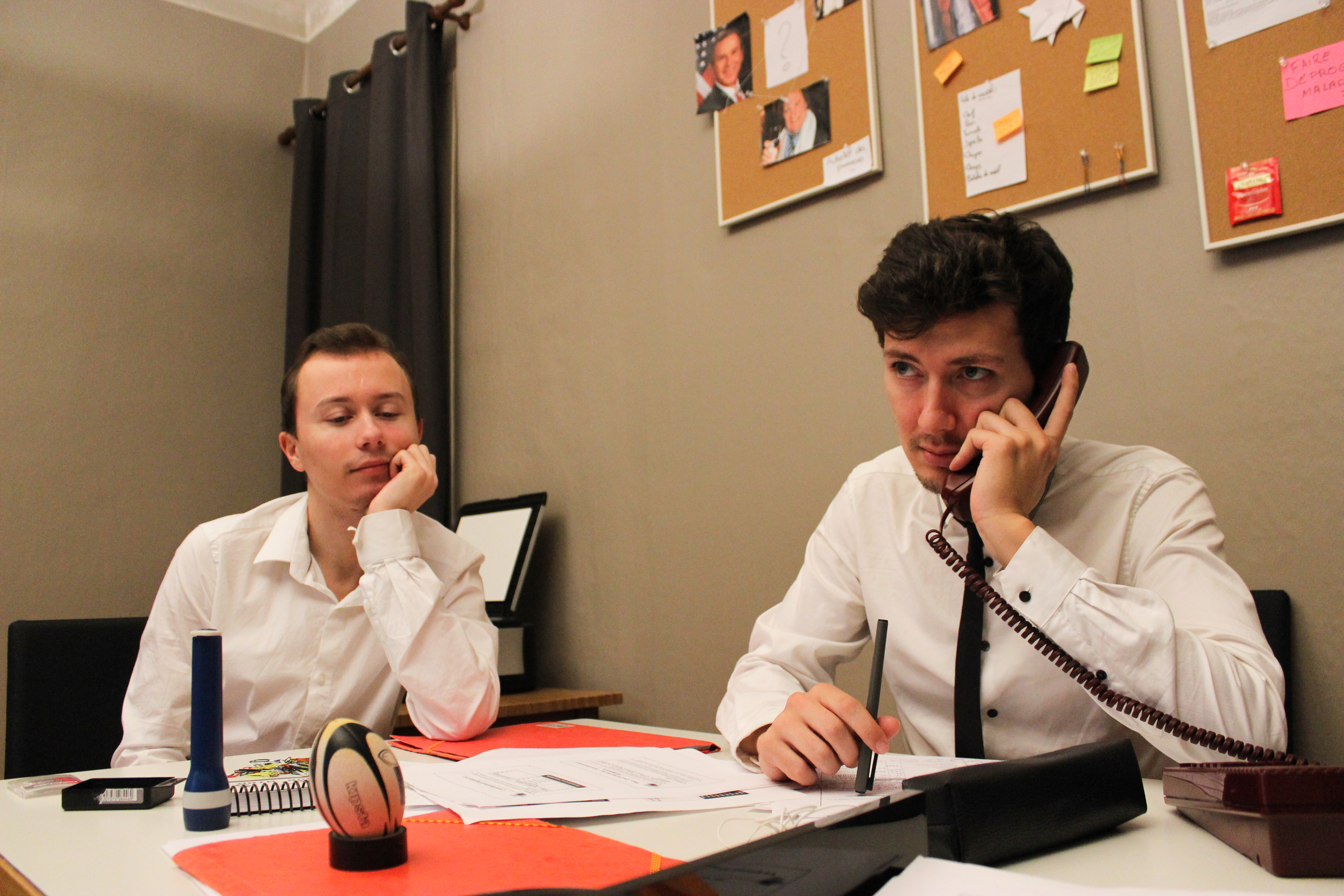

مسلسل ويب هو عبارة عن مسلسل أو فيديو ذو سيناريو، يكون عمومًا في قالب حلقات يتم بثه على الإنترنت أو على الهاتف المحمول، وهو جزء من الوسيلة الإعلامية الناشئة الجديدة المسماة تلفزيون الويب.

## إنتاج وتوزيع
ارتفاع شعبية الإنترنت، وتحسن تقنية البحث الحي عبر الإنترنت، يعني أن إنتاج وتوزيع مسلسلات الويب رخيصة نسبيًا إلى الطرق التقليدية، كما يسمح للمنتجين بالوصول إلى عدد أكبر من المشاهدين وفي مختلف أنحاء العالم و24 ساعة في اليوم.
فرص نجاح وانتشار مسلسلات الويب لاقت اهتماما كبيرًا عالم صناعة الترفيه وخاصةً في الولايات المتحدة حيث خطفت أنظار كبار صناع الترفيه، بما فيهم المدير السابق لديزني والرئيس الحالي لشركة تورنات «مايكل ايزنر». ايرنر قام بشراكة مع تكتل وسائل الإعلام الكندية «روغرس للإعلام» في السادس والعشرين من أكتوبر لعام 2009، لتأمين خطط تهدف إلى إنتاج ما يزيد عن 30 مسلسل ويب جديد بالسنة، حيث تقدم روغرس الدعم من أجل توزيع وتمويل الأعمال القادمة، لأجل ترسيخ إتصال مباشر ما بين الإعلام القديم والقادم الجديد.
مسلسلات الويب بالإمكان توزيعها مباشرة من المنتج عن طريق موقعه الإلكتروني الخاص، أو عن طريق مواقع إستضافة ومشاركة الفيديو مثل يوتيوب، ديليموشن، فيميو، وغيرها.